# 高木仁
高木 仁（たかぎ ひとし、1931年 - 2014年1月24日）は、日本の経済学者。明治大学名誉教授。専門は金融論、アメリカ金融制度論。

## 略歴
長野県出身。1961年明治大学第二部商学部卒業。1970年同大学大学院商学研究科博士課程修了。テンプル大学研究員などを経て、1982年に明治大学商学部教授就任。1994年に博士（商学）（明治大学）となり、2002年に退職、名誉教授。

## 主要著作
- 『アメリカの金融制度』（東洋経済新報社, 1986年・改訂版2006年）
- スプレーグ『銀行破綻から緊急救済へ』（共訳, 東洋経済新報社, 1988年）
- フィシャー『現代の銀行持株会社』（共訳, 東洋経済新報社, 1992年）
- 『金融システムの国際比較』（共著, 東洋経済新報社, 1993年）
- 『金融市場の構造変化と金融機関行動』（共著, 東洋経済新報社, 2001年）